# Irakischer Basketballverband
Der Irakische Basketballverband (englisch Iraqi Basketball Federation; arabisch الاتحاد العراقي لكرة السلة, DMG al-Ittiḥād al-ʿirāqī li-kurat as-salla) ist der offizielle Basketballverband im Irak. Er hat seinen Sitz in Bagdad.

## Geschichte und Aufgaben
Der Verband ist Mitglied der Fédération Internationale de Basketball (FIBA) und ist damit auch Mitglied der FIBA Asien. Präsident des Verbandes ist (Stand 2025) Hussen Naji Al Ameedi, Generalsekretär Khalid Nejim Abdullah.
Der Verband ist für die Organisation, Leitung und Entwicklung des Basketballsports im Irak verantwortlich. Der Verband vertritt den Basketballsport gegenüber Behörden sowie nationalen und internationalen Sportorganisationen.
Zusätzlich verteidigt der Verband auch die moralischen und materiellen Interessen des irakischen Basketballs. Der Verband organisiert die nationale Meisterschaft und ist für die irakische Basketballnationalmannschaft und die irakische Basketballnationalmannschaft der Damen verantwortlich.

## Infos zum Verband
| Kriterium               | Fakten                |
| ----------------------- | --------------------- |
| Gründungsjahr           | 1948                  |
| FIBA-Mitglied           | Ja                    |
| Jahr des FIBA-Beitritts |                       |
| Kontinental Verband     | FIBA Asien            |
| Sitz des Verbandes      | Bagdad                |
| Präsident               | Hussen Naji Al Ameedi |
| Generalsekretär         | Khalid Nejim Abdullah |
| Höchste Liga            |                       |
| Sonstiges               |                       |

## Liste von Präsidenten
| Name                  | von | bis   | Beleg |
| --------------------- | --- | ----- | ----- |
| Hussen Naji Al Ameedi |     | heute | [ 2 ] |

## Liste von Generalsekretären
| Name                  | von | bis   | Beleg |
| --------------------- | --- | ----- | ----- |
| Khalid Nejim Abdullah |     | heute | [ 2 ] |
| Marwan Al Sammarraie  |     |       | [ 2 ] |